# Kvint iz Smirne
Kvint iz Smirne (starogrško Κόιντος Σμυρναίος: Kóintos Smirnaíos,  latinsko Quintus Smyrnaeus), starogrški epski pesnik. 
Živel je v 4. stoletju pred našim štetjem, vendar so možni tudi predhodni datumi. Je avtor v latinščini ohranjene pesnitve Posthomerica, ki zapolnjuje čas med Homerjevima Ilijado in Odisejado.